# سوانپان

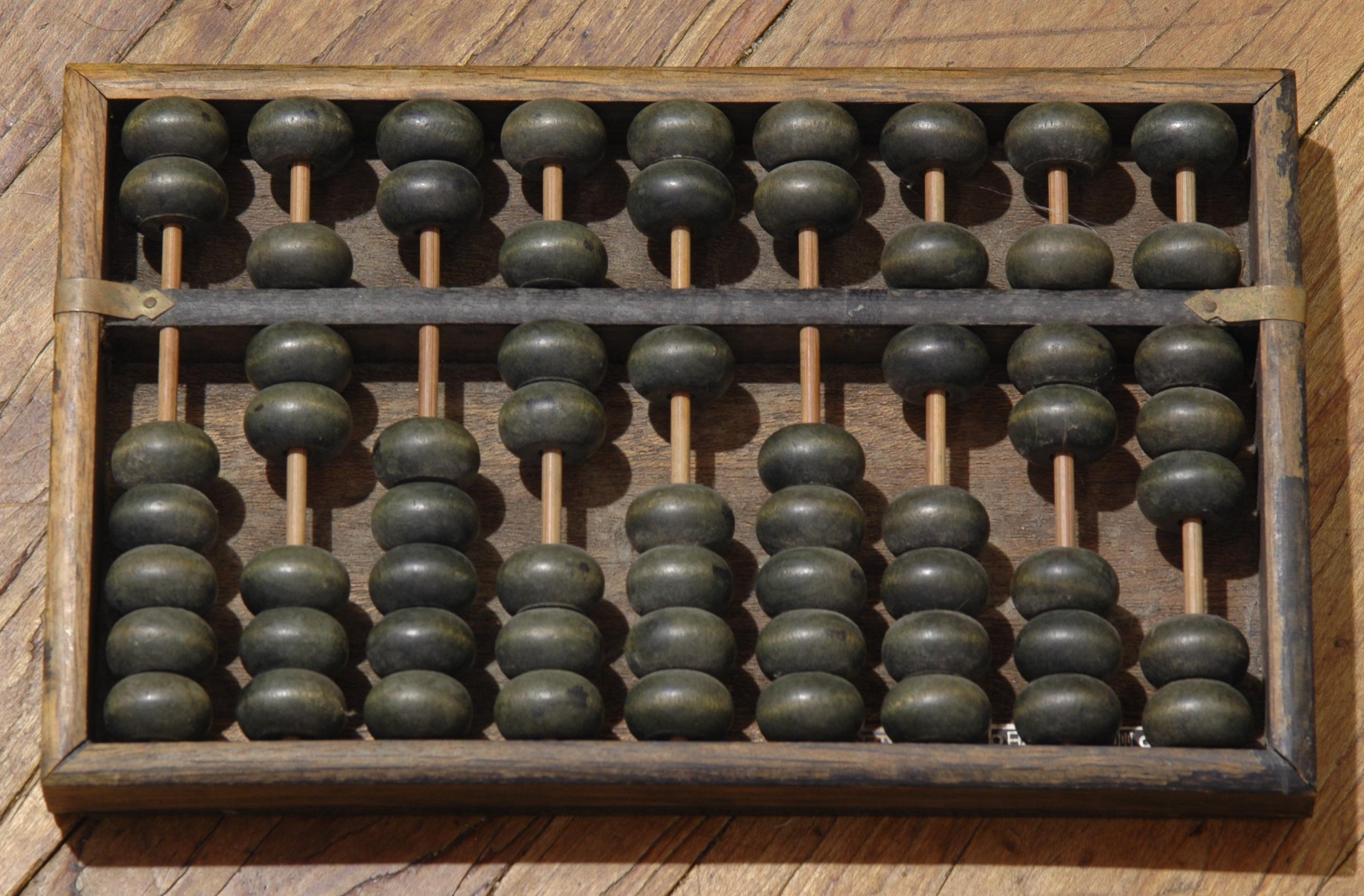
سوانپان نوعی چرتکه چینی

سوانپان (به چینی: 算盘) نوعی چرتکه چینی است که اولین بار در کتاب‌های دورهٔ سلسلهٔ هان شرقی توصیف شده ولی کاربرد آن در دورهٔ سلسلهٔ یوآن توسعه یافت. ارتفاع سوانپان به‌طور معمول ۲۰ سانتی‌متر بوده و با توجه به کاربرد عرض‌های مختلفی دارد. سوانپان‌ها معمولاً بیش از ۷ میله دارند. سوانپان از دو دسته مهره تشکیل شده‌اند که هر کدام از مهره‌های دستهٔ بالایی معادل ۵ مهره در دستهٔ پایین هستند.